# Vetzberg
Vetzberg is een plaats in de Duitse gemeente Biebertal, deelstaat Hessen, en telt 844 inwoners.